# Elderslie (Schottland)
Elderslie (schottisch-gälisch Ach-na-Feàrna) ist eine Stadt in der schottischen Council Area Renfrewshire. Sie ist zwischen Paisley und Johnstone, also etwa 14 km westlich des Stadtzentrums von Glasgow gelegen. Im Jahre 2011 verzeichnete Elderslie 5634 Einwohner.
Die alte Siedlung Elderslie entwickelte sich im 19. Jahrhundert im Zuge der Industrialisierung. Als bedeutende Industrien siedelten sich die Glenpatrick-Papiermühle und die Whiskybrennerei Gleniffer (auch Glenpatrick-Brennerei, 1833–1894) an. Ferner gab es Textilindustrie, insbesondere wurden Teppiche produziert.
Der schottische Freiheitskämpfer William Wallace wurde um das Jahr 1270 in Elderslie geboren und wuchs dort auf.

## Persönlichkeiten
- Sir William Wallace (~1270–1305), Freiheitskämpfer
- Annette Kerr (1920–2013), Schauspielerin
- Norman Wylie, Lord Wylie (1923–2005), Jurist und Politiker
- Richard Madden (* 1986), Schauspieler